# Клятва (памятник)
«Клятва»(укр. Меморіальний комплекс на честь молодогвардійців) — монументальная скульптурная композиция в городе Краснодон, расположенная на площади имени «Молодой гвардии». Часть Мемориального комплекса «Клятва», состоящего из братской могилы и памятника.

## Сюжет

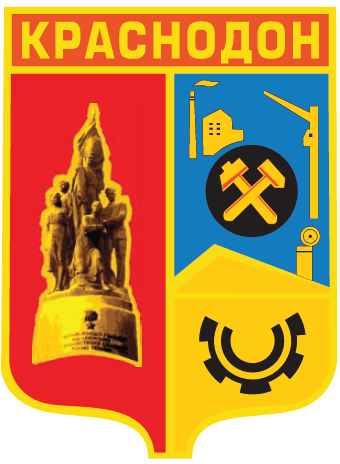
Герб города Краснодон

Памятник изображает момент клятвы подпольщиков-комсомольцев — членов штаба «Молодой гвардии»: Олег Кошевой, Ульяна Громова, Иван Земнухов, Сергей Тюленин, Любовь Шевцова. Они клянутся бороться с врагом — германскими войсками, вторгшимися на территорию СССР. Олег Кошевой со знаменем в руках, Ульяна Громова прижимает полотнище знамени к сердцу, Иван Земнухов держит в руках книгу «Как закалялась сталь», Сергей Тюленин стоит с автоматом.
На круглой части пьедестала — комсомольский значок, Звезда Героя Советского Союза с лавровой ветвью Славы и надпись на украинском: Героям „Молодої гвардії“ від Ленінської Комуністичної Спілки Молоді України (рус. Героям „Молодой гвардии“ от Ленинского Коммунистического Союза Молодежи Украины).
В период СССР, здесь, в торжественной обстановке, вручались комсомольские билеты.
Образ памятника использован в гербе города Краснодон, в его левом поле.

## История

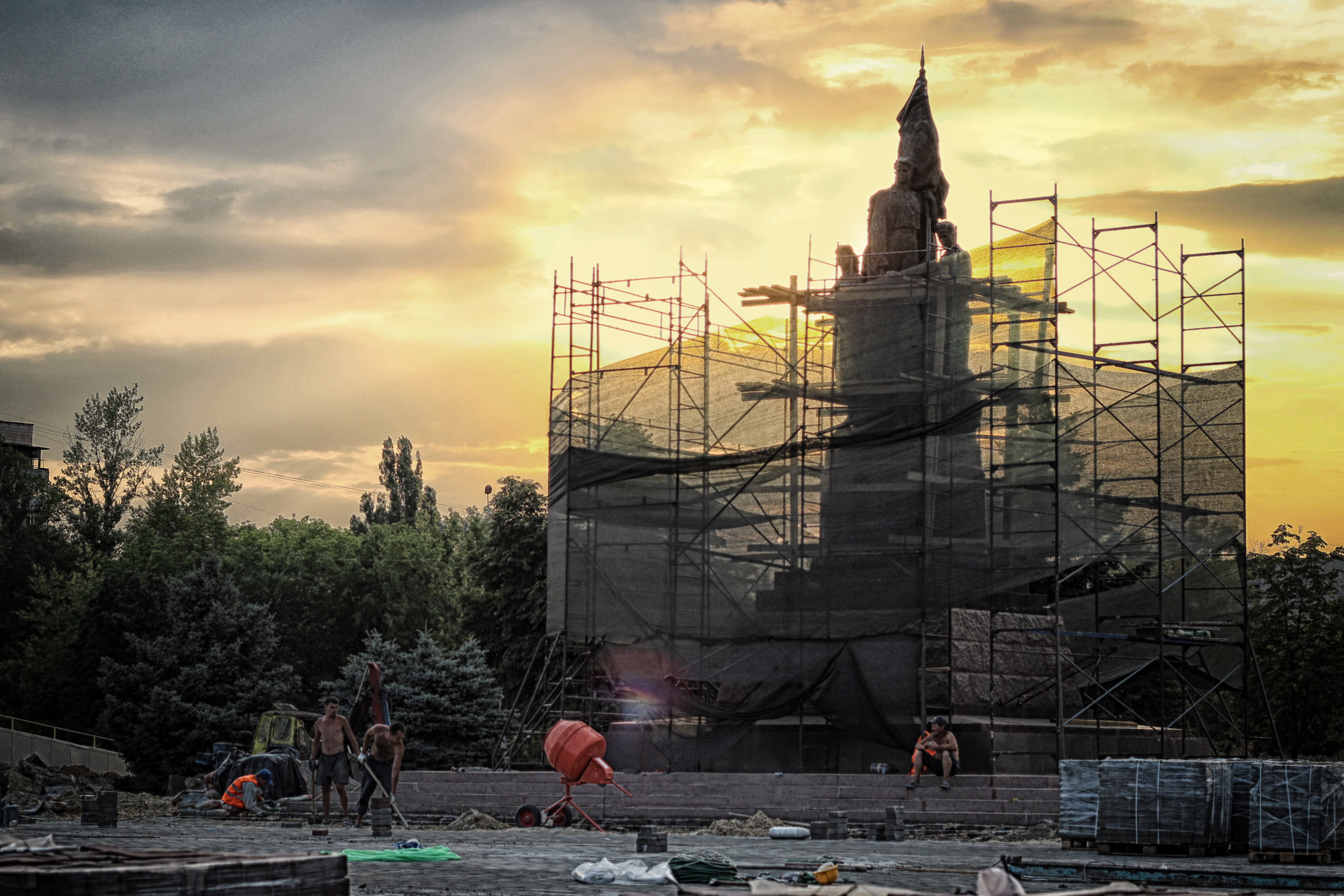
Реставрация памятника в 2012 году

Создан ворошиловградскими скульпторами В. И. Агибаловым, В. И. Мухиным, В. X. Федченко и киевским архитектором А. А. Сидоренко.
Перед созданием памятника авторы изучали документы партийно-комсомольского подполья, встречались с родителями молодогвардейцев, со всеми, кто знал их в жизни. Было сделано несколько моделей памятника.
Монумент торжественно открыт 12 сентября 1954 года. На постаменте из розового гранита установлена бронзовая скульптурная группа, отлитая на заводе «Монументскульптура» (Ленинград).
Утверждение проекта памятника Советом Министров УССР состоялось 28 октября 1950 года. При этом изготовление всех элементов скульптуры заняло 4 года. Постамент памятника, на котором он установлен, в верхней части имеет цилиндрическую форму. На основании постамента закреплён бронзовый венок. Само основание представляет собой двухступенчатый стилобат, изготовленный из шлифованных гранитных блоков. Пьедестал постамента сделан из гранитных необработанных блоков сделан трапециевидной формы.

## Мемориальный комплекс
Памятник является центральным объектом мемориального комплекса, в котором также имеется братская могила с похороненными участниками подпольной организации и молодогвардейцев, сброшенных германцами в ствол шахты № 5 15, 16 и 17 января 1943 года.
В 1943 году на могиле подпольщиков был сооружён обелиск. В 1965 году вместо обелиска было установлено надгробие из блоков метровой величины, изготовленных из розового гранита. Рядом с обелиском установлена стела «Скорбящая мать». По периметру надгробия указаны фамилии и годы жизни захороненных здесь молодогвардейцев. Аннотация на обелиске гласит: «В этой братской могиле похоронены жертвы фашизма — коммунисты-подпольщики и члены подпольной комсомольской организации „Молодая Гвардия“, сброшенные живыми в шахту или расстрелянные немецкими оккупантами».

## Копия в Ленинграде

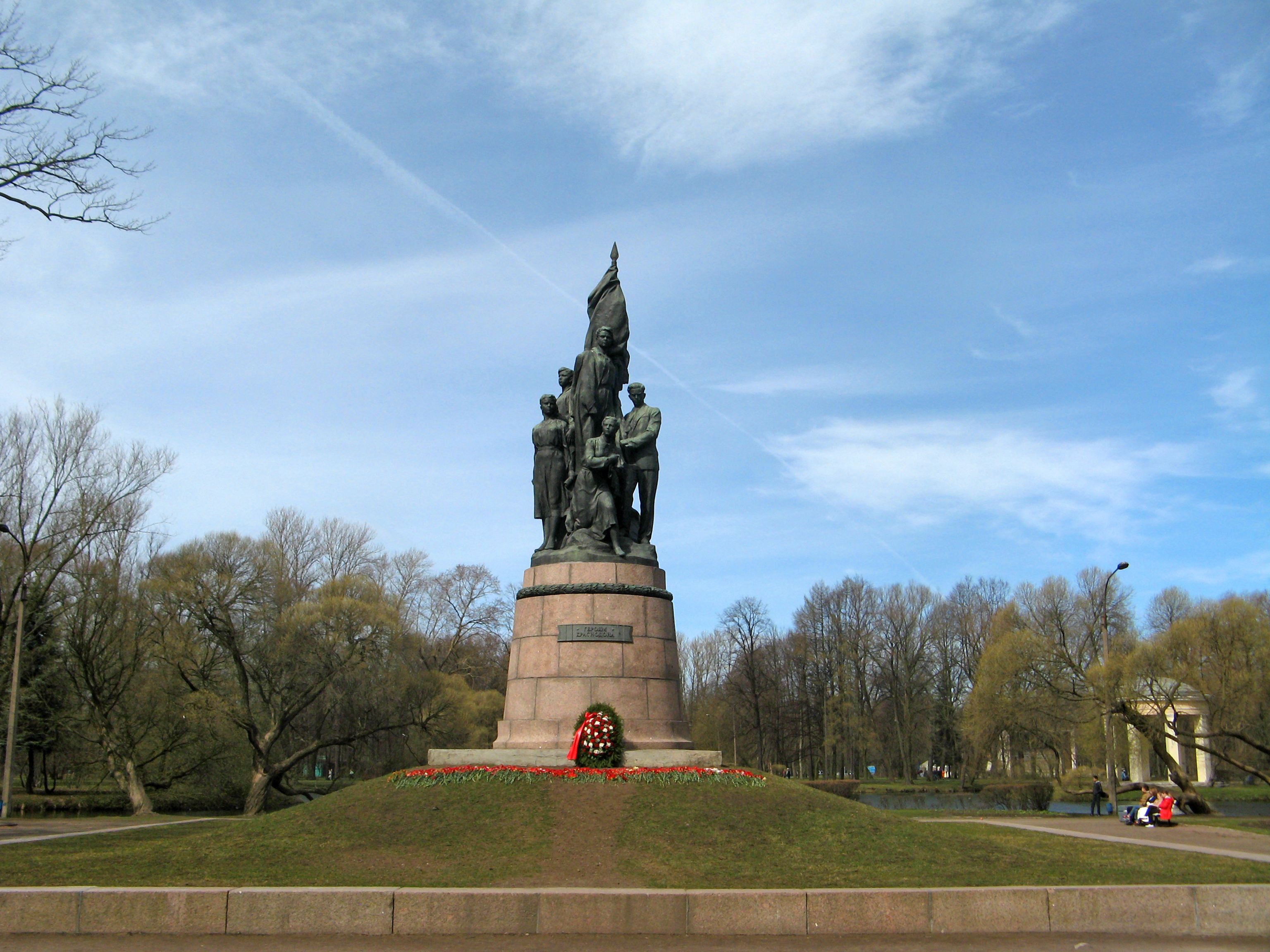
Памятник в Санкт-Петербурге

В январе 1956 года в Ленинграде (ныне Санкт-Петербург) на главной аллее в парке имени 30-летия ВЛКСМ (ныне Екатерингоф) неподалёку от Большого пруда, по проекту скульпторов В. И. Агибалова, В. И. Мухина, В. Х. Федченко был воздвигнут памятник членам подпольной организации «Молодая гвардия». Памятник высотой 11 метров является авторским повторением краснодонского монумента. В этом парке он был установлен по проекту архитектора В. Д. Кирхоглани.

## Филателия

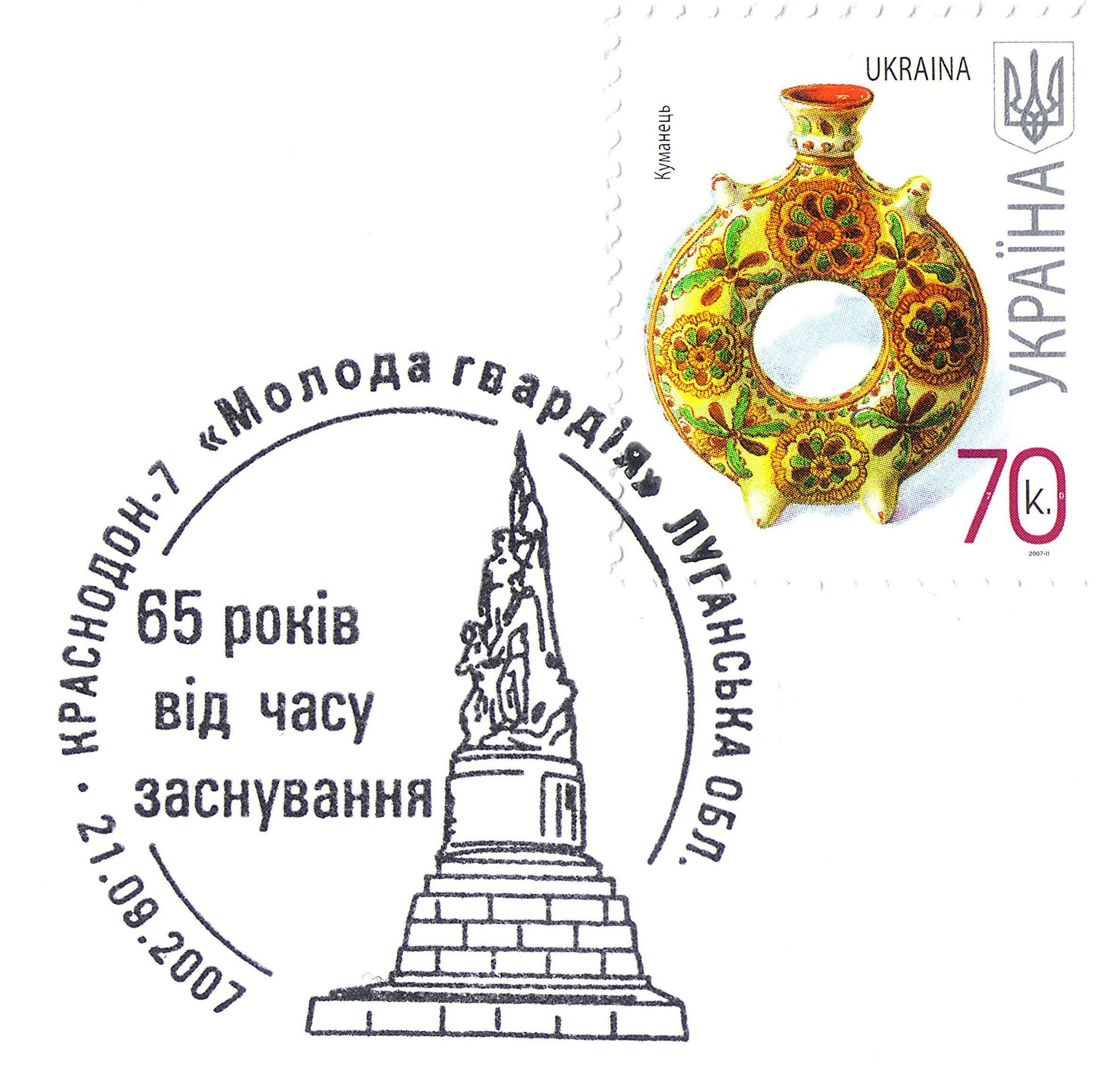
Спецгашение: 21 сентября 2007, Краснодон.  65 лет с момента основания «Молодая гвардия».
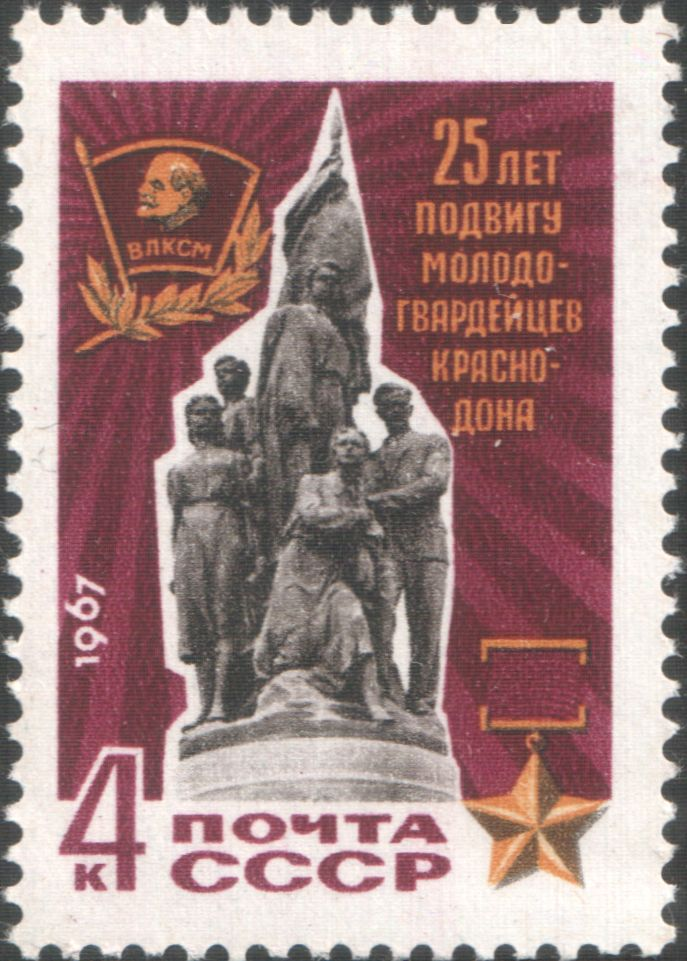
Марка СССР, 1967 г. 25 лет подвигу молодогвардейцев Краснодона.
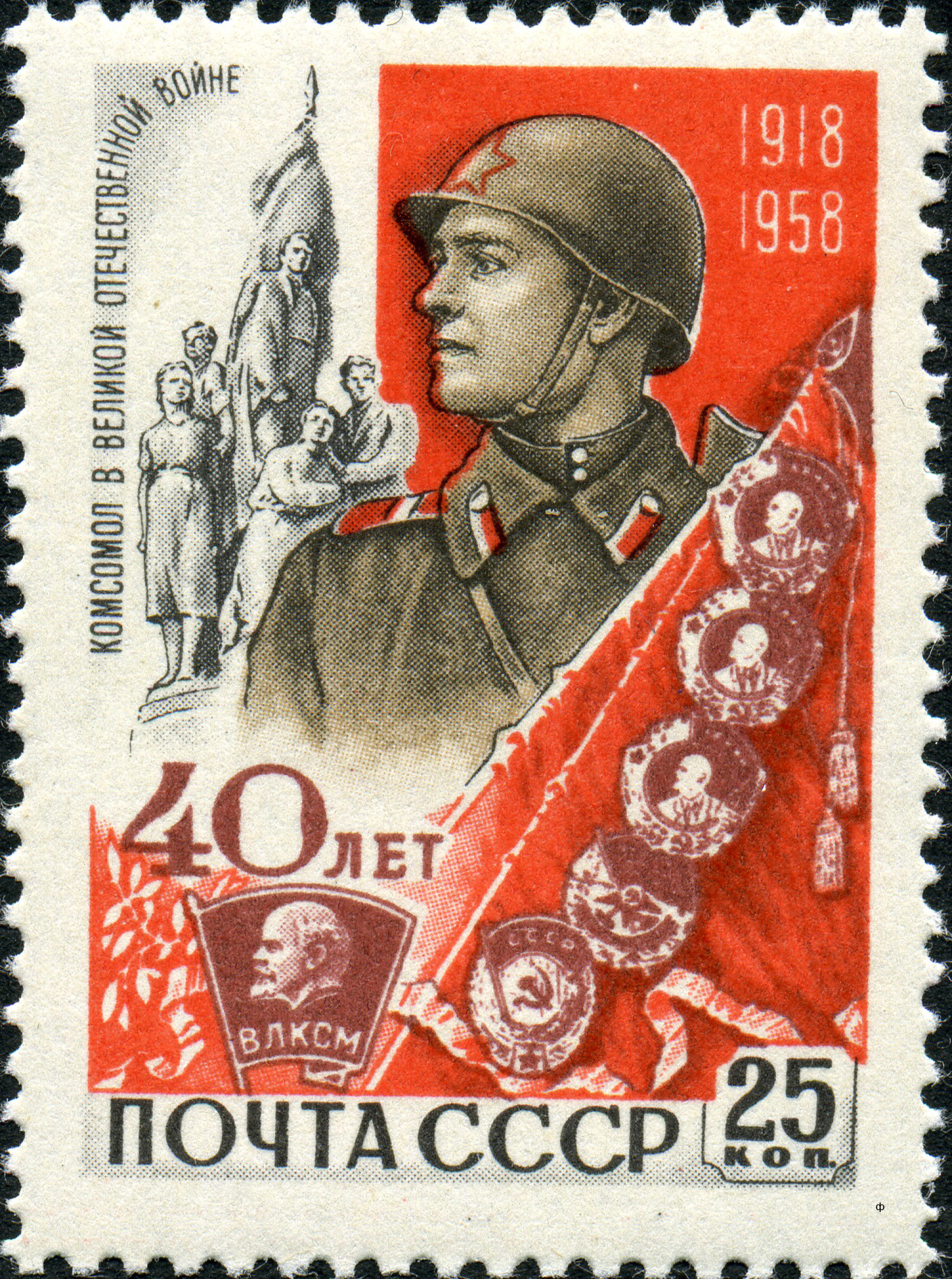
Марка СССР, 1958 г. 40 лет ВЛКСМ. На заднем плане памятник "Клятва".